# 세르게이 옐리세예프 (정치인)
세르게이 블라디미로비치 옐리세예프(러시아어: Сергей Владимирович Елисеев; 1971년 5월 5일 출생)는 칼리닌그라드주 주지사 권한대행을 역임한 러시아의 정치가이다. 그는 이전에 2021년부터 2022년까지 칼리닌그라드주 정부의 제1부의장이었다. 2022년 2022년 러시아의 우크라이나 침공과 헤르손주 점령 이후, 그는 헤르손주 러시아 점령 군민행정부의 정부 수반으로 임명되었고, 이후 군민행정부의 권한대행을 맡았다. 2022년 11월, 옐리세예프는 칼리닌그라드주 정부의 이전 직위로 복귀했다.

## 전기
세르게이 블라디미로비치 옐리세예프는 1971년 5월 5일 스타브로폴에서 태어났다. 1993년 칼미크 주립 대학교를 졸업했으며, 1998년에는 FSB 아카데미를 졸업했다.
1993년부터 2005년까지 옐리세예프는 러시아 연방보안국에서 근무했다.
2014년 8월부터 2016년 11월까지 그는 볼로그다 행정부장 보좌관, 이후 부행정부장을 역임했다.
2017년 6월까지 그는 칼리닌그라드 주 정부의 참모부 차장으로 일했다. 2017년 6월, 그는 칼리닌그라드 주 연방 수석 감사관으로 임명되었다(북서 연방관구 러시아 연방 대통령 전권 대표실에 있었다).
2021년 7월 17일부터 2022년까지 그는 칼리닌그라드주 정부의 제1부의장이었다.
2022년 러시아의 우크라이나 침공 이후, 그는 러시아 점령 헤르손주에서 직책을 맡고 있다. 2022년 7월 5일, 그는 헤르손주 러시아 점령 군민행정부의 정부 수반으로 임명되었다. 8월 4일, 군민행정부 수반 볼로디미르 살도의 입원 이후, 그는 군민행정부의 권한대행으로 임명되었다.
2022년 9월 18일, 볼로디미르 살도의 회복으로 그는 군민행정부 수반 권한대행직을 사임하고 주요 업무로 복귀했다.
2022년 11월, 옐리세예프는 칼리닌그라드주 정부의 이전 직위로 복귀했다.
그는 러시아-우크라이나 전쟁과 관련하여 2022년 10월 4일 영국 정부의 제재를 받았다.